# Mechowiec
Mechowiec [pronunciación en polaco: /mɛˈxɔvjɛt͡s/] es un pueblo ubicado en el distrito administrativo de Gmina Dzikowiec, dentro del Distrito de Kolbuszowa, Voivodato de Subcarpacia, en el sur de Polonia oriental. Se encuentra aproximadamente a 4 kilómetros al oeste de Dzikowiec, a 5 kilómetros al noreste de Kolbuszowa, y a 32 kilómetros al noroeste de la capital regional Rzeszów.